# کالج (نور)
کالج، روستایی است از توابع بخش مرکزی شهرستان نور در استان مازندران ایران.
کالج روستایی است در ۳۵ کیلومتری شهر رویان و ۴۰ کیلومتری شهر نور در استان مازندران. برای رسیدن به این روستا، باید جاده جنگلی و کوهستانی نور به بلده که به جاده (آبشار) آب‌پری مشهور است را در پیش بگیری و پس از گذر از آبشار آب‌پری و همچنین آبشار حرام‌او، به مقصد برسی. این روستا از دو محله تشکیل شده: بالامحله که به سلارمحله یا سالارمحله مشهور است و پایین‌محله که به کلاگرمحله می‌شناسندش. در سلارمحله همه نام خانوادگی‌ها یا سالار و سالاریان و یا دیوسالار است. 
اما در کلاگرمحله تنوع نام خانوادگی‌ها بسیار است: کوزه‌گر، فخاری، حسینی، مجتهدزاده، واعظ زاده، حق‌جو، حقایقی، محمدی، لسانی، بشارتی، سپهری، جهانشاهی و... . امروزه این روستا برخلاف گذشته‌اش، سکنه دائم ندارد.
اینکه «کالج» (Kalej) به چه معنا است، بحثهای زیادی را دامن زده است. اما بیشتر افراد بر این باورند که کالج از «کاله» گرفته شده که در گویش مازنی هم به معنای منطقه سکونت است و هم به معنای پستان گاو شیرده. «ج» انتهای این واژه نیز برای انتساب است که در بسیاری از روستاهای این منطقه دیده می‌شود. مانند نیما که اهل یوش بود و یوشیج خوانده شد. 
پیشینه این روستا دست‌کم تا هفت سده پیش می‌رسد؛ زمانی که در سال 743 هـ.ق. امیر وجیه‌الدین سربداری در جنگ با پادوسپانان -پادشاهان محلی این مطقه- شکست خورد، دستگیر و کشته شد و نهایتاً جسدش در نزدیکی «کالج‌رود» به خاک سپرده شد. در بحرالانساب نوشته محمدعلی گلپایگانی نیز اطلاعاتی درباره شکوه کالج در گذشته نوشته شده است. 
در گورستان قدیمی این روستا سنگ قبرهایی با خط کوفی بوده که برخی اهالی به آنها «گبری» می‌گویند و معتقدند متعلق به زردشتی‌ها بوده است. مهمترین شخصیت سیاسی برخواسته از این روستا، سالارفاتح است که در فتح تهران به دست مشروطه‌خواهان نقش به‌سزایی داشت. از میان چهره‌های مذهبی این روستا نیز می‌توان به شیخ تقی مجتهد کلاگر اشاره کرد که از روحانیون اواخر قاجار و جد پروفسور پیروز مجتهدزاده است.

## جمعیت
این روستا در دهستان میان‌بند قرار دارد و براساس سرشماری مرکز آمار ایران در سال ۱۳۸۵، جمعیت آن ۱۰۰۰نفر (۱۶۰ خانوار) بوده‌است.